# 高岡市立博労小学校
高岡市立博労小学校（たかおかしりつ ばくろうしょうがっこう）は富山県高岡市にある公立小学校。

## 特徴
- 学校の花を「泰山木の花」としている。

## 沿革
1901年4月1日　学校設立
1902年6月25日　学校の校舎完成